# Distrito electoral federal 3 de Sonora

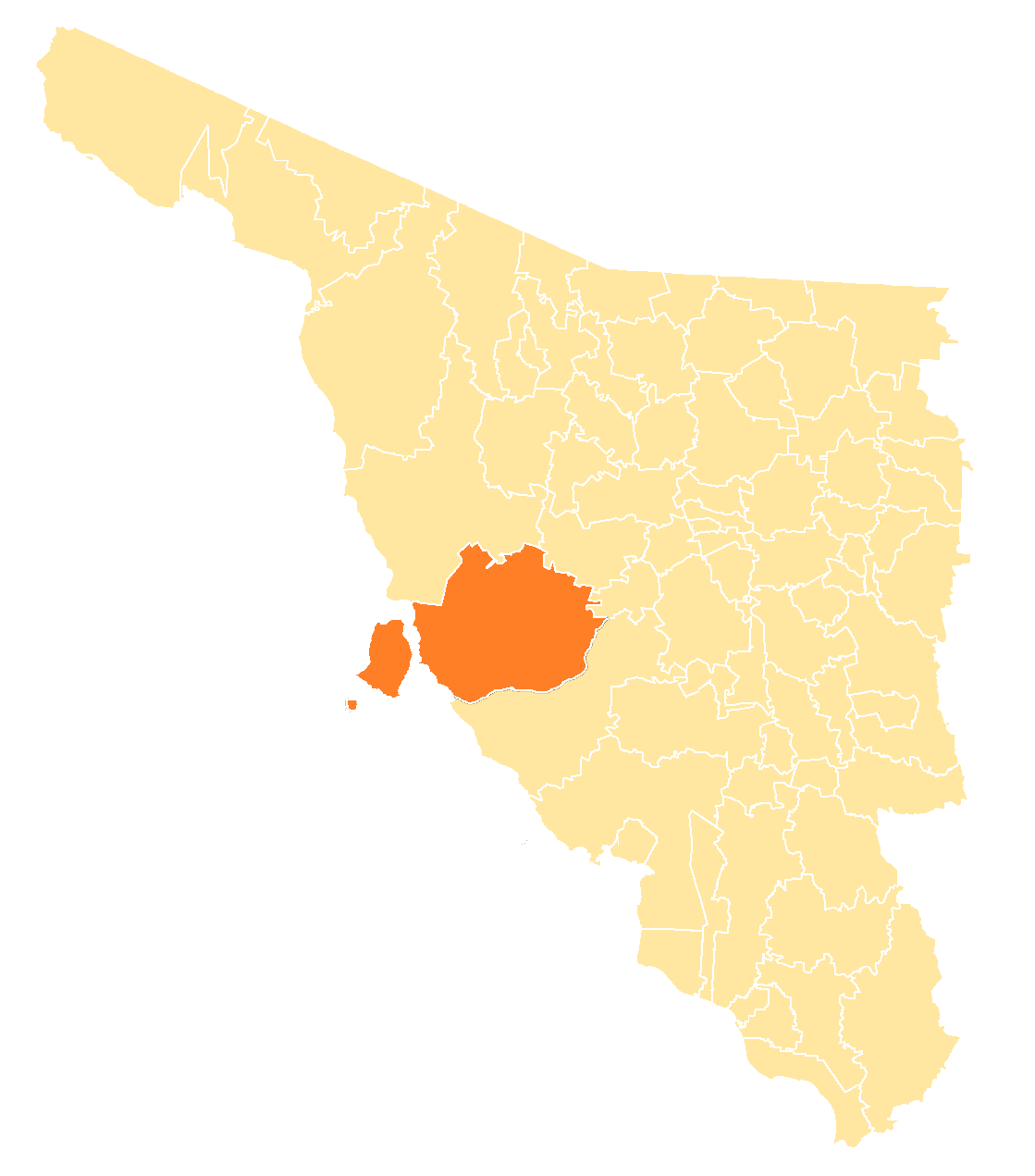
Mapa del medio municipio que compone el Tercer Distrito Electoral Federal de Sonora.

El III Distrito Electoral Federal de Sonora es uno de los 300 distritos electorales en los que se encuentra dividido el territorio de México y uno de los 7 en los que se divide el estado de Sonora. Su cabecera es la ciudad de Hermosillo, capital del estado.
El Tercer Distrito de Sonora esta formando por el territorio norte y oeste del municipio de Hermosillo.

## Distritaciones anteriores

### Distritación 1996 - 2005
Entre 1996 y 2005 el territorio estaba formado por aproximadamente la mitad norte del municipio de Hermosillo.

## Diputados por el distrito
| Legislatura   | Periodo                                           | Diputado                        | Grupo parlamentario                  |
| ------------- | ------------------------------------------------- | ------------------------------- | ------------------------------------ |
| I             | 7 de diciembre de 1857-17 de mayo de 1861         |                                 |                                      |
| II            | mayo de 1861-mayo de 1863                         |                                 |                                      |
| III           | 20 de octubre de 1863-1865                        |                                 |                                      |
| IV            | 5 de noviembre de 1867-14 de septiembre de 1868   |                                 |                                      |
| V             | 15 de septiembre de 1869-15 de septiembre de 1871 |                                 |                                      |
| VI            | 15 de septiembre de 1871-15 de septiembre de 1873 |                                 |                                      |
| VII           | 15 de septiembre de 1873-15 de septiembre de 1875 |                                 |                                      |
| VIII          | 15 de septiembre de 1875-22 de mayo de 1878       |                                 |                                      |
| IX            | 2 de septiembre de 1878-15 de septiembre de 1880  |                                 |                                      |
| X             | 16 de septiembre de 1880-15 de septiembre de 1882 |                                 |                                      |
| XI            | 16 de septiembre de 1882-15 de septiembre de 1884 |                                 |                                      |
| XII           | 16 de septiembre de 1884-15 de septiembre de 1886 |                                 |                                      |
| XIII          | 16 de septiembre de 1886-15 de septiembre de 1888 |                                 |                                      |
| XIV           | 16 de septiembre de 1888-15 de septiembre de 1890 |                                 |                                      |
| XV            | 16 de septiembre de 1890-15 de septiembre de 1892 |                                 |                                      |
| XVI           | 16 de septiembre de 1892-15 de septiembre de 1894 |                                 |                                      |
| XVII          | 16 de septiembre de 1894-15 de septiembre de 1896 |                                 |                                      |
| XVIII         | 16 de septiembre de 1896-15 de septiembre de 1898 |                                 |                                      |
| XIX           | 16 de septiembre de 1898-15 de septiembre de 1900 |                                 |                                      |
| XX            | 16 de septiembre de 1900-15 de septiembre de 1902 |                                 |                                      |
| XXI           | 16 de septiembre de 1902-15 de septiembre de 1904 |                                 |                                      |
| XXII          | 16 de septiembre de 1904-15 de septiembre de 1906 |                                 |                                      |
| XXIII         | 16 de septiembre de 1906-15 de septiembre de 1908 |                                 |                                      |
| XXIV          | 16 de septiembre de 1908-15 de septiembre de 1910 |                                 |                                      |
| XXV           | 16 de septiembre de 1910-15 de septiembre de 1912 |                                 |                                      |
| XXVI          | 16 de septiembre de 1912-10 de octubre de 1913    |                                 |                                      |
| XXVI (bis)    | 16 de noviembre de 1913-5 de agosto de 1914       |                                 |                                      |
| Constituyente | 1 de diciembre de 1916-5 de febrero de 1917       | Ramón Ross                      |                                      |
| XXVII         | 15 de abril de 1917-31 de agosto de 1918          | Alejo Bay                       |                                      |
| XXVIII        | 1 de septiembre de 1918-31 de agosto de 1920      |                                 |                                      |
| XXIX          | 1 de septiembre de 1920-31 de agosto de 1922      |                                 |                                      |
| XXX           | 1 de septiembre de 1922-31 de agosto de 1924      | Manuel M. Méndez                |                                      |
| XXXI          | 1 de septiembre de 1924-31 de agosto de 1926      |                                 |                                      |
| XXXII         | 1 de septiembre de 1926-31 de agosto de 1928      |                                 |                                      |
| XXXIII        | 1 de septiembre de 1928-31 de agosto de 1930      |                                 |                                      |
| XXXIV         | 1 de septiembre de 1930-31 de agosto de 1932      |                                 |                                      |
| XXXV          | 1 de septiembre de 1932-31 de agosto de 1934      |                                 |                                      |
| XXXVI         | 1 de septiembre de 1934-31 de agosto de 1937      |                                 |                                      |
| XXXVII        | 1 de septiembre de 1937-31 de agosto de 1940      |                                 |                                      |
| XXXVIII       | 1 de septiembre de 1940-31 de agosto de 1943      |                                 |                                      |
| XXXIX         | 1 de septiembre de 1943-31 de agosto de 1946      |                                 |                                      |
| XL            | 1 de septiembre de 1946-31 de agosto de 1949      |                                 |                                      |
| XLI           | 1 de septiembre de 1949-31 de agosto de 1952      |                                 |                                      |
| XLII          | 1 de septiembre de 1952-31 de agosto de 1955      |                                 |                                      |
| XLIII         | 1 de septiembre de 1955-31 de agosto de 1958      | Saturnino Saldívar Alcalá       | Partido Revolucionario Institucional |
| XLIV          | 1 de septiembre de 1958-31 de agosto de 1961      | Aurelio García Valdés           | Partido Revolucionario Institucional |
| XLV           | 1 de septiembre de 1961-31 de agosto de 1964      |                                 |                                      |
| XLVI          | 1 de septiembre de 1964-31 de agosto de 1967      | Manuel R. Bobadilla             | Partido Revolucionario Institucional |
| XLVII         | 1 de septiembre de 1967-31 de agosto de 1970      | Francisco Villanueva Castelo    | Partido Revolucionario Institucional |
| XLVIII        | 1 de septiembre de 1970-31 de agosto de 1973      | Manuel R. Bobadilla             | Partido Revolucionario Institucional |
| XLIX          | 1 de septiembre de 1973-31 de agosto de 1976      | Jesús Enríquez Burgos           | Partido Revolucionario Institucional |
| L             | 1 de septiembre de 1976-31 de agosto de 1979      | José Luis Vargas González       | Partido Revolucionario Institucional |
| LI            | 1 de septiembre de 1979-31 de agosto de 1982      | Hugo Romero Ojeda               | Partido Revolucionario Institucional |
| LII           | 1 de septiembre de 1982-31 de agosto de 1985      | Florentino López Tapia          | Partido Revolucionario Institucional |
| LIII          | 1 de septiembre de 1985-31 de agosto de 1988      | Eleno de Anda López             | Partido Revolucionario Institucional |
| LIV           | 1 de septiembre de 1988-31 de octubre de 1991     | José Ignacio Martínez Tadeo     | Partido Revolucionario Institucional |
| LV            | 1 de noviembre de 1991-31 de octubre de 1994      | Julián Luzanilla Contreras      | Partido Revolucionario Institucional |
| LVI           | 1 de noviembre de 1994-31 de agosto de 1997       | Heriberto Lizárraga Zataráin    | Partido Revolucionario Institucional |
| LVII          | 1 de septiembre de 1997-31 de agosto de 2000      | Manuel Peñuñuri Noriega         |                                      |
| LVIII         | 1 de septiembre de 2000-31 de agosto de 2003      | Vicente Pacheco Castañeda       |                                      |
| LIX           | 1 de septiembre de 2003-31 de agosto de 2006      | Homero Ríos Murrieta            |                                      |
| LX            | 1 de septiembre de 2006-31 de agosto de 2009      | Luis Serrato Castell            |                                      |
| LXI           | 1 de septiembre de 2009-31 de agosto de 2012      | Ernesto de Lucas Hopkins        | Partido Revolucionario Institucional |
| LXII          | 1 de septiembre de 2012-10 de febrero de 2015     | Alejandra López Noriega         |                                      |
| LXII          | 10 de febrero de 2015-5 de marzo de 2015          | Vacante                         |                                      |
| LXII          | 5 de marzo de 2015-31 de agosto de 2018           | Alejandra López Noriega         |                                      |
| LXIII         | 1 de septiembre de 2015-30 de marzo de 2018       | Javier Neblina Vega             |                                      |
| LXIII         | 30 de marzo de 2018-2 de julio de 2018            | Vacante                         |                                      |
| LXIII         | 2 de julio de 2018-31 de agosto de 2018           | Javier Neblina Vega             |                                      |
| LXIV          | 1 de septiembre de 2018-31 de agosto de 2021      | Lorenia Valles Sampedro         | Movimiento Regeneración Nacional     |
| LXV           | 1 de septiembre de 2021-12 de septiembre de 2021  | Lorenia Valles Sampedro         | Movimiento Regeneración Nacional     |
| LXV           | 13 de septiembre de 2021-31 de agosto de 2024     | Amairany Peña Escalante         | Movimiento Regeneración Nacional     |
| LXVI          | 1 de septiembre de 2024-31 de agosto de 2027      | Diana Karina Barreras Samaniego | Partido del Trabajo (México)         |

## Resultados electorales

### 2024
| Distrito federal electoral III de Sonora | Distrito federal electoral III de Sonora | Distrito federal electoral III de Sonora | Distrito federal electoral III de Sonora                                                                                            | Resultados | Resultados |
| Candidato                                | Candidato                                | Candidato                                | Partido | Votos      | Porcentaje |
| ---------------------------------------- | ---------------------------------------- | ---------------------------------------- | --- | ---------- | ---------- |
|                                          |                                          | —                                        | Fuerza y Corazón por México - Partido Revolucionario Institucional - Partido Acción Nacional - Partido de la Revolución Democrática |            | —          |
|                                          |                                          | —                                        | Sigamos Haciendo Historia - Movimiento Regeneración Nacional - Partido del Trabajo - Partido Verde Ecologista de México             |            | —          |
|                                          |                                          | —                                        | Movimiento Ciudadano |            | —          |
|                                          |                                          | —                                        | Candidatos no registrados | —          | —          |
| Total de votos válidos                   | Total de votos válidos                   | Total de votos válidos                   | Total de votos válidos |            | —          |
| Votos nulos                              | Votos nulos                              | Votos nulos                              | Votos nulos |            | —          |
| Total de votos emitidos (participación)  | Total de votos emitidos (participación)  | Total de votos emitidos (participación)  | Total de votos emitidos (participación)                                                                                             |            | —          |
| Habitantes inscritos                     |                                          |                                          | |            |            |
| Población                                |                                          |                                          | |            |            |

### 2021
|  | 32.87 % |

|  | 48.48 % |

|  | 12.20 % |

|  | 1.09 % |

|  | 0.90 % |

|  | 1.79 % |

### 2015
|  | 40.36 % |

|  | 38.51 % |

|  | 2.21 % |

|  | 1.15 % |

|  | 3.33 % |

|  | 2.80 % |

|  | 4.58 % |

|  | 01.21 % |

|  | 2.02 % |

|  | 0.07 % |

|  | 3.76 % |

|  | 100.00 % |

### 2012
|  | 41.45 % |

|  | 39.68 % |

|  | 08.84 % |

|  | 00.99 % |

|  | 03.50 % |

|  | 00.05 % |

|  | 05.48 % |

|  | 100.0 % |